# Iroise

Localització de l'Iroise

L'Iroise o, també, la mar d'Iroise (bretó: Hirwazh, Kanol Iz o Kanol-Irez) és el nom que rep la porció de la mar Cèltica que toca la costa de l'extrem occidental de la península de Bretanya. Està delimitat per l'illa d'Ouessant al nord i la de Sein al sud i comprèn una superfície d'uns 3.500 km².
Els corrents marins hi són molt intensos, per la proximitat del canal de la Mànega, i les onades altes, les tempestes i la presència d'una infinitat d'illots i d'esculls, la majoria submergits, converteixen l'Iroise en un dels indrets més perillosos d'Europa per a la navegació. Aquestes condicions, però, són idònies per a una biodiversitat extraordinària. El 1988, la UNESCO la va classificar com a reserva de la biosfera. El 2007, l'estat francès la va declarar Parc Natural Marí.